# 忌部正通
忌部 正通（いんべ の まさみち、生没年不詳）は、著書『神代巻口訣』の作成年に従えば南北朝期の神道家。宗教家。官位があったかどうかは不明。

## 概要
忌部氏の一族とされる。その事績はほとんど詳らかになっていない。
正通は、儒教・仏教を異国のものと排していながら、儒学とくに宋学の理気説を神道に取り入れ倫理的に説いている。その説くところ、高天原とは、空虚清浄のことをいい、人にあっては無一念の胸中であるとし、その高天原に所生の天御中主神は明理の本源であり、高皇産霊尊は万物化成の神であり、神皇産霊尊は霊降って生物の魂となる神であると説いて、この３つの神は国常立尊と同一の存在であると説いた。
一条兼良による『日本書紀纂疏』の神道も儒教も仏教も全て日本の宗教であり全て一致して異ならないとする見解とは相対立する説を正通は導き出しており、神道こそ日本の真の宗教であり、正路であるとしている。この考え方は江戸前期の忌部丹斎に影響を与え、忌部神道に継承されていった。